# Триады Сингапура
Триады Сингапура представляли собой тайные общества (кит. трад. 私会党, пиньинь Sīhuìdǎng или Хуэйданы), возникшие в среде китайских эмигрантов или привнесённые в эту среду с родины, и постепенно трансформировавшиеся в преступные организации. Сегодня практически все крупные организованные криминальные группировки страны ликвидированы властями Сингапура, а мелкие группы, нередко состоящие из подростков или нелегалов, лишь имитируют тайные общества прошлого. Среди гангстеров, особенно отбывавших наказание в тюрьме, распространены татуировки, обозначающие принадлежность к той или иной банде, а также статус человека в этой банде.

## История
По свидетельству китайского географа Ван Даюаня, несколько раз посещавшего этот регион в первой половине XIV века, купцы боялись останавливаться на острове, поскольку главным занятием его обитателей было пиратство. В 1613 году португальцы уничтожили здешний порт, ранее принадлежавший султану Джохора, и Сингапур пришел в полное запустение, вновь став пристанищем морских пиратов. После того, как британцы основали в 1819 году город и порт Сингапур, сюда устремился поток переселенцев из Китая (преимущественно из провинций Фуцзянь, Гуандун и Гуанси). Вслед за китайскими рабочими, торговцами и ремесленниками потянулись члены китайских тайных обществ (хуэйданов), которые британские колониальные власти традиционно именовали триадами (от имени «Саньхэхуэй» — «Общества трёх гармоний» или «Общества триады»). Торговая китайская буржуазия, представлявшая к середине XIX века влиятельную силу, активно действовала в соседних малайских княжествах, занимаясь откупом и оловодобычей. Характерной особенностью китайской общины являлась деятельность землячеств «гунсы» (или «конгси»), находившихся под контролем хуэйданов. В руководство этих объединений входили, как правило, богатые коммерсанты, которые использовали хуэйданы в своих интересах. Вражда между тайными обществами, среди которых лидирующие позиции занимали триады, нередко приводила к серьёзным беспорядкам. В 1843 году на 30-тысячную китайскую общину города приходилось всего 133 полицейских и около 600 военнослужащих британского гарнизона (в 1865 году, когда число китайцев в Сингапуре уже превышало 50 тыс. человек, полицейских насчитывалось 385). Среди офицеров полиции преобладали европейцы, среди рядовых — индийцы, что не способствовало установлению взаимопонимания с китайским большинством (китайцев не принимали в полицию из-за вполне обоснованных опасений утечки информации). Богатые горожане всех национальностей мало полагались на слабые правоохранительные силы, обзаводились частной охраной и всегда имели при себе личное оружие.
Фактически контроль над китайской общиной Сингапура находился в руках главарей хуэйданов. Представители колониальной администрации, не знавшие китайского языка и традиций хуацяо, не могли эффективно решить эту проблему. А порой британским властям было выгоднее гасить возникающие недовольства в китайской общине с помощью членов триад, которые довольно жёстко держали в повиновении массы чернорабочих и подёнщиков. Только после отделения от Британской Индии в 1867 году власти Стрейтс Сетлментс более активно взялись за борьбу с тайными обществами, которые представляли значительную угрозу для правопорядка. В том же 1867 году был принят закон, позволивший депортировать китайских иммигрантов, осуждённых за преступления. Он стал действенной силой и основным оружием против хуэйданов, поскольку отпугивал хуацяо от вступления в тайные общества. В 1869 году в данный закон внесли поправки, а также приняли новый закон, требовавший официальной регистрации тайных обществ (на первом этапе было зарегистрировано 10 обществ, имевших 618 должностных лиц и более 12,3 тыс. членов). Кроме того, этот закон предоставлял властям полномочия инспектировать любое общество, которое будет сочтено опасным для сохранения правопорядка. Законы 1867 и 1869 годов существенно ограничили влияние хуэйданов, а в 1877 году был учреждён правительственный комитет по делам китайского населения (Chinese Protectorate), который возглавил свободно владевший несколькими китайскими диалектами британский чиновник Уильям Пикеринг, наладивший тесные контакты в иммигрантской общине (в том же году цинский Китай, стремившийся установить контакты с соотечественниками, открыл в Сингапуре консульство). К концу XIX века Британская Малайя превратилась в ведущего производителя олова, контролируя свыше 50 % мировой добычи, а китайские предприниматели занимали в этой отрасли экономики главенствующее положение (например, в 1910 году на рудниках, принадлежавших китайцам Сингапура, добывалось 78 % олова). Рост числа китайцев, законтрактованных для работы на оловянных рудниках, оловоплавильных заводах и каучуковых плантациях, способствовал тому, что предприниматели (в первую очередь, конечно, из числа китайцев, но также индийцы и британцы) всё чаще обращались за помощью к главарям хуэйданов, которые выступали на местах и в роли «карающего меча», и в роли судей, и в роли ростовщиков.
Первый комиссар сингапурской полиции Томас Дунман, занимавший этот пост в 1856—1871 годах, вспоминал, что зарплата у его подчинённых была ниже, чем у простых кули. Он смог привлечь на свою сторону влиятельных индийцев и малайцев, страдавших от безнаказанности китайских банд, значительно повысил эффективность полиции с помощью увеличения окладов и надлежащей подготовки кадров, и в итоге снизил уровень преступности в городе. Полиция, в которую стали принимать китайцев, и чиновники Chinese Protectorate боролись против нещадной эксплуатации кули и домашней прислуги, что повысило доверие китайской общины к колониальным властям и сократило количество случаев обращения за помощью к хуэйданам. В начале XX века Сингапур, наряду с Гонконгом, становится центром китайской политической эмиграции, куда вслед за оппозиционерами (такими как Кан Ювэй и Сунь Ятсен) потянулись и члены патриотических антицинских тайных обществ. Большим влиянием среди местных китайцев пользовались братья Оу Бин Хау и Оу Бин Па, разбогатевшие на торговле опиумом (в 1929 году под их покровительством стала печататься китаеязычная газета «Синчжоу жибао», а в 1937 году они открыли ставший популярным «Парк тигрового бальзама»). До сих пор в Сингапуре очень влиятельны землячества «конгси» выходцев из Фучжоу, Цюаньчжоу, Чжанчжоу, Чаочжоу, Хайнаня, Тайваня, а также народности хакка.
После активизации полиции в 80-х годах и череды арестов многих криминальных лидеров, войны между бандами сошли на нет. Многие авторитеты («headmen») бежали в соседние страны или были убиты конкурентами. Однако в конце 90-х и начале нового тысячелетия, после выхода на свободу ранее осуждённых лидеров группировок, насилие на почве раздела сфер влияния возобновилось. Это побудило полицию Сингапура, особенно её Отдел по борьбе с тайными обществами (The Secret Societies Branch of the Singapore Police Force), ужесточить свою политику в отношении гангстеров. SSB удалось остановить насилие со стороны уличных банд, а многие их члены вновь оказались за решеткой. Сегодня сотрудники SSB проводят регулярные рейды по местам активности банд, активно привлекая гангстеров к уголовной ответственности за малейшие правонарушения (в отношении рядовых членов применяются и палочные наказания, а вот руководителям группировок всегда «светят» большие тюремные сроки).

### Ghee Hin Kongsi
Тайное общество Ghee Hin Kongsi (义兴公司, 義興公司 или Yìxīng Gōngsī, что в переводе значит «Уверенная справедливость») возникло в Сингапуре и Малайе в 1820 году. Изначально в нём преобладали выходцы из Гуандуна, хотя уже к 1860 году большинство составляли хокло, то есть выходцы из южной части провинции Фуцзянь (также членами общества были небольшие группы хуацяо из Чаочжоу, Фучжоу, Хайнаня и даже хакка). Главная ложа Ghee Hin Kongsi в Сингапуре находилась на Лавендер стрит, пока в 1892 году, после принятия властями постановления о борьбе с тайными обществами, она не была снесена. Основным противником Ghee Hin было общество Hai San, особенно в Пераке, где они вели жестокую войну за контроль над оловянными рудниками. Также Ghee Hin было печально известно участием в беспорядках и погромах, в том числе столкновениях с китайцами-католиками в 1850 году, когда погибло свыше 500 человек, и беспорядках 1876 года, вызваных подорожанием денежных переводов.
В 1867 году в Селангоре началась череда вооруженных конфликтов за контроль над богатыми оловянными месторождениями и сбором пошлин с экспорта олова. Изначально спор возник между местными малайскими правителями, но затем в конфликт вступили многочисленные китайские горняки, принадлежавшие к враждующим тайным обществам Ghee Hin и Hai San. В 1870 году начались полномасштабные боевые действия, в которых общество Ghee Hin выступило на стороне Раджи Махди, правителя Келанга, а Hai San — на стороне Зия-уд-Дина, брата султана Кедаха. В конце 1873 года Зия-уд-Дин при поддержке британцев, отрядов Hai San и армии Паханга переломил ход войны и нанёс поражение Махди и его китайским союзникам. Сначала колониальные власти лишь следили за членами Ghee Hin Kongsi, но с начала 90-х годов XIX века стали активно подавлять деятельность общества.

### Hai San
Тайное общество Hai San (海山) возникло в 1820 году и объединяло в своих рядах преимущественно хакка. Борьба за контроль над оловянными рудниками в Пераке (особенно в районе Ларут) вылилась в регулярные вооружённые столкновения с обществом Ghee Hin и его малайскими союзниками. Наиболее интенсивно бои велись с 1871 года и закончились подписанием в январе 1874 года перемирия, заключенного при посредничестве британцев. Hai San и Ghee Hin пошли на частичное разоружение и обмен пленными, тем не менее соперничество между ними продолжилось, хотя и в более мягкой форме.

### Ang Soon Tong
Тайное общество Ang Soon Tong (洪顺堂) было основано в 50-х годах XX века в северном районе Сингапура Сембаванг, постепенно распространило своё влияние на сопредельные области Сингапура и Малайзии, сохраняя активность до сих пор.

### Salakau
Тайное общество Salakau (Sah Lak Kau) было основано в начале 60-х годов XX века и представляло собой скорее типичную уличную банду, чем триаду. На диалекте хокло название буквально означает «369» (в сумме 3,6 и 9 дают 18, что соответствует числу спасшихся учеников монастыря Шаолинь; ранее Salakau действительно входило в состав тайного общества «18», пока не окрепло и смогло позволить себе стать самостоятельной структурой). Группировка промышляла торговлей наркотиками, вымогательством, выбиванием долгов и проституцией, в 70—80-х годах активно участвовала в столкновениях с соперничающими бандами «303» (Sakongsa), «Omega» и «18». Кроме того, общество Salakau одним из первых среди китайских банд стало принимать в свои ряды малайцев и индийцев, вербуя их на дискотеках и в клубах (также члены Salakau вербовали новичков в тюрьмах и среди бывших заключенных). В 80-х годах полиция Сингапура провела масштабную «зачистку» криминальных структур города, но к середине 90-х среди подростков стало модным причислять себя к «369» или другим уличным бандам, хотя они и не участвовали в реальном насилии (например, в 1993 году в Сингапуре насчитывалось по меньшей мере девять подростковых банд, причислявших себя к «369»). В 2010 году члены Salakau враждовали с бандой Pak Hai Tong, и эта жестокая война вызвала широкий резонанс в СМИ Сингапура. Основные районы активности Salakau в Сингапуре — Tanjong Rhu и Old Airport в Калланге, Clementi, Yew Tee и Queenstown.

## Список тайных обществ Сингапура

### Общество Hung
- Ang Meng Tong
- Ang Soon Tong
- Ang Yee Tong
- Tiong Yee Tong
- Pa Hai Tong
- Ghee Meng Tong
- Ghee Hin Kongsi
- Ghee Hock (часть Ghee Hin Kongsi)
- Ang Guat Hwei
- Ang Tian San
- Hung Hong San
- Guat San Sia
- Deet San Sia
- Leng Heng Sia
- Yee Pak Hai
- Yee Chuan San
- Yee Chuan Hai
- Tiong Meng Ko
- Heng Kee
- Gnoi Seek Kee
- Hup Ho Tong
- Deet Yee San
- Deet Yee Hai
- 21 Re Yue Ban

### Банда 18
- Sio Li Yo
- Sio Li Heng
- Hup Soon Heng

### Банда 24
- Ghee Hai Kim
- Ghee Lian Hor
- Ghee Lian Keat
- Sio Luo Kwan
- Sio Luo Heng
- 969

### Банда 108
- Hai Lok San
- Pek Kim Leng

### Тюремные банды
- Omega (малайцы-мусульмане)
- Sarajumbo (индийцы)
- Salakau (369)
- Han
- Yong
- Hung
- Meng (Green)
- Xiong (Blue)
- Pak[9]